# 星雲和星團總表
《星雲和星團總表》（CN，Catalogue of Nebulae and Clusters of Stars）是威廉·赫歇爾和他的助手卡羅琳·赫歇爾編輯的天體目錄，初版在1786年發行。之後，他的兒子約翰·赫歇爾擴充另編一本《星雲和星團總表》（GC，General Catalogue of Nebulae and Clusters of Stars），並在1864年出版。CN和GC是目前所使用，由約翰·路易·埃米爾·德雷耳編輯的《星雲和星團新總表》（NGC，New General Catalogue）的前身。

## 歷史
星雲和星團總表（CN）是威廉·赫歇爾編輯，初版於1786年由自然科學會報發行在1789年，他另外加印了1,000本，最後在1802年再發行500本，總數成為2,500本。這是最先採用字母和數字的組合最為識別碼的目錄，以大寫字母"H"接續數字來代表條目。
在1864年，CN被他的兒子約翰·赫歇爾擴充成為星雲和星團總表（GC
）。GC收錄了5,079個天體。稍後，補充的版本加入了多星和雙星，稱為10,300多星和雙星總目錄，以小寫字母"h"跟隨著數字編號代表條目
在1878年，約翰·路易·埃米爾·德雷耳出版了擴充的總目錄 在1886年，他建議再次補充總目錄，但英國皇家天文學會要求他編一本全新的目錄來取代。這導致在1888年出版了星雲和星團新總表（NGC），和它的兩個擴充版：1895年和1908年的索引星表（IC，Index Catalogue）。

## 外部連結
- William Herschel's catalog of Deep Sky objects （页面存档备份，存于）
- . archive.org. 外部链接存在于|work= (帮助)